# 반도체 오류 진단 및 분석
반도체 오류 진단 및 분석은 스캔 기반의 장치들의 오작동이나 고장의 원인이 되는 회로를 찾아내는 예측 알고리즘이다.

## 오류 진단 및 분석의 적용
소프트웨어 기반의 오류 진단은 반도체 설계자가 반도체 도선을 개선하거나 수리하는데 필요한 정보를 얻기 위해 이용된다. 오류 진단은 반도체의 수율 개선 및 오류 분석에 이용된다.

## 오류 진단 및 분석의 시행
오류 진단 알고리즘은 오류 특성을 나타내는 데이타로그를 입력으로 받는다. 이 알고리즘은 실패한 회로의 시뮬레이션 모델과 실제 장비의 시뮬레이션 모델을 사용하여 그 오류의 특성을 비교하기 위해 사용된다. 다양한 오류 종류가 이 분석 모델에 적용될 수 있다. 다음은 흔히 적용되는 오류 타입이다.
- stuck-at faults, which simulates a node stuck high or low
- stuck-open fault, which simulates a disconnected node
- bridging faults, which simulate an unwanted connected between two nodes
- transition-delay faults, which simulate slow signal switching on a node

오류 진단의 산출물은 오작동을 할 수 있을 만한 잠재적인 연결망의 교점의 목록으로 구성된다. 반면에 소프트웨어 오류 진단은 오직 오작동을 할 가능성이 있는 연결망의 교점의 목록만 생성한다. 특정한 실패한 연결망의 교점의 위치를 파악하려면 소프트웨어 오류 진단은 다른 종류의 물리적인 오류 분석과 병행되어야 한다.
어떤 오류 분석 알고리즘은 기록된 고장 후보들의 고장 확률을 포함을 해서 어떤 연결망의 교점이 고장의 원인인지의 추정을 가능케 한다. 이 고장 확률은 분석의 주체가 어떤 연결망의 교점부터 관찰할 지의 기준을 제시해 준다.

## 참고 문헌
- 《Microelectronics Failure Analysis》. Materials Park, Ohio: ASM International. (2004). ISBN 0-87170-804-3